# Grindheims kommun
Grindheims kommun (norska: Grindheim kommune) var en kommun i Vest-Agder fylke i södra Norge. Kommunen omfattade den nordligaste delen av nuvarande Lyngdals kommun (Grindheims socken). Byn Byremo utgjorde kommunens centralort.

## Administrativ historik
Grindheims kommun upprättades den 1 januari 1902 när den dåvarande kommunen Bjelland og Grindheim (Bjelland og Grindum) delades i två och de båda kommunerna Bjelland respektive Grindheim (Grindum) bildades. Kommunen hade 909 invånare vid upprättandet.
Den 1 januari 1964 gick kommunen, tillsammans med Konsmo kommun och en del av Bjellands kommun, upp i den då nybildade Audnedals kommun (sedan den 1 januari 2020 en del av Lyngdals kommun). Kommunens hade då 701 invånare.